# Zmijska planina
Zmijska planina (eng. Snake Mountain), izmišljeno mjesto u franšizi Gospodari svemira, koje se nalazi na planeti Eterniji na području Mračne hemisfere. Ima izgled planine od stalagnita sa šiljatim vrhovima oko koje je omotana divovska kamena zmija. Na njoj se nalazi sjedište glavnog zlikovca, čarobnjaka Skeletora i njegovih Zlih ratnika koju predvode Evil-Lyn, Beast Man, Trap Jaw i Tri-Klops.
Unutar planine nalaze se brojne dvorane i hodnici, a u dubini se nalaze skriveni dijelovi koji nisu poznati ni Skeletoru. Jedna od dvorana je prijestolna u kojoj se nalazi Skeletorovo prijestolje. Tri-Klops ima svoju prostoriju za izume, a unutar planine se nalaze i tamnice.
U dalekoj prošlosti Zmijska planina bila je sjedište nemilosrdne rase Ljudi-zmija koja je pustošila Eterniju pod vodstvom strašnog kralja Hissa. Ti drevni zli ratnici bili su naposljetku savladani i bačeni u ponor u drugu dimenziju otkuda čekaju vrijeme svog povratka i osvetu onima koji su ih zarobili. Nakon što su Ljudi zmije bili zarobljeni, Zmijska planina pripala je Hordaku i njegovoj Zloj Hordi koja je tu imala svoje sjedište mnogo godina. Kada su Ljudi-zmije bili konačno oslobođeni, otkrili su neke od tajni Zmijske planine.

## Povijest lokacije
Zmijska planina nalazi se na području Mračne hemisfere u području pustoši, vječne tame i vulkanske seizmičke aktivnosti. Radi se o relativno viskoj planini obavijenoj okamenjenom kolosalnom zmijom. U dalekoj prošlosti Eternije bila je sjedište nemilosrdnih Ljudi zmija pod zapovjedništvom okrutnog kralja Hissa. Nakon što je Vijeće mudraca porazilo Ljude zmije i prognalo ih te zarobilo u drugoj dimenziji, Zmijska planina je s vremenom postala Skeleterovo sjedište.
U ranim verzijama i nacrtima Mattela i Filmationa, Skeletorova jazbina nalazila se ili u pećinama u dubini Eternije ili je to bila lokacija Point Dread koja se nalazila u sredini oceana. Tek kasnije je uveden koncept Zmijske planine koja je postala glavno sjedište Zlih ratnika.